# Lorenzo Ghiberti

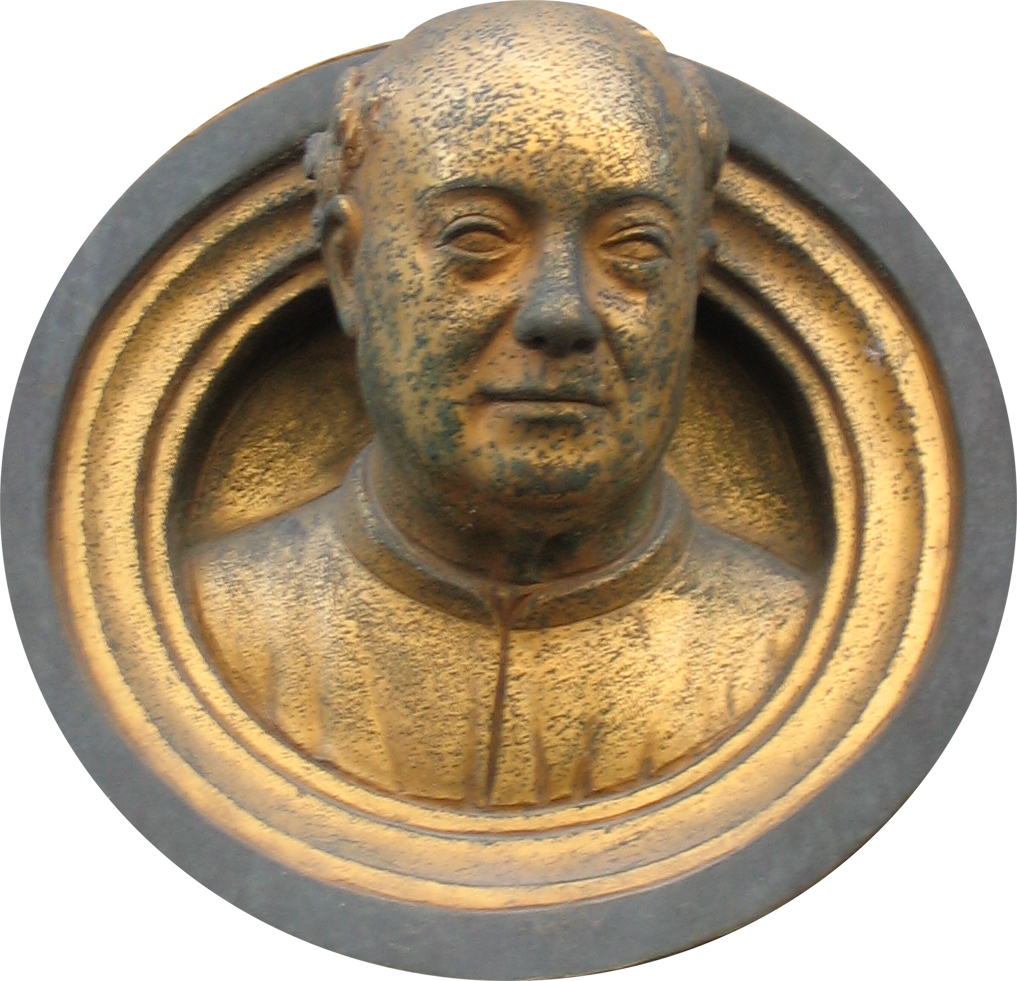
Lorenzo Ghiberti, zelfportret op de deuren van het Bapisterium

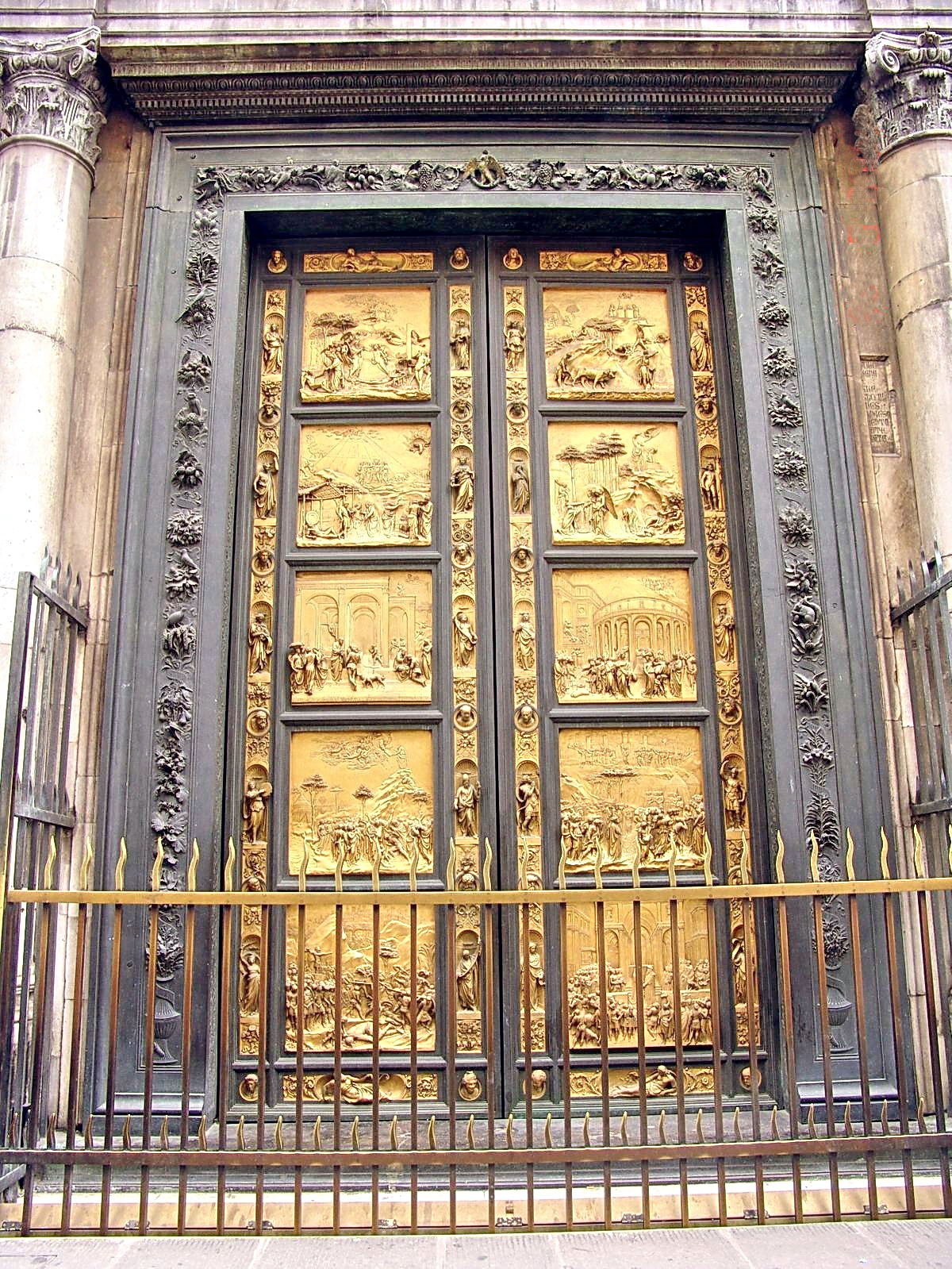
Lorenzo Ghiberti, vergulde deuren van het Bapisterium bij de Dom van Florence, aangebracht in 1452, hoogte 457 cm. Michelangelo noemde deze deuren de 'poorten van het paradijs'

Lorenzo Ghiberti (Pelago, 1378 - Florence, 1 december 1455) was een Italiaans beeldhouwer in Florence ten tijde van de Italiaanse renaissance. 

## Biografie
Hij werd opgeleid tot edelsmid, maar was ook actief als kunstschilder en architect.

## Stijl
Zijn werk en geschriften vormden de basis voor de stijl en regels van de latere hoogrenaissance. Lorenzo Ghiberti was verder een van de meest belangrijke vroegrenaissance beeldhouwers van Florence. 
In de loop van de jaren ontwikkelde hij zijn kunst en namen elementen uit de vroege renaissance steeds meer de plaats in van de vroegere gotische invloeden. Dit blijkt onder andere uit de toenemende toepassing van het perspectief.

## Werken
In 1402 werd hij uitgeroepen tot winnaar van een wedstrijd die was uitgeschreven voor de productie van een bronzen reliëfpaneel voor de deuren voor het baptisterium in Florence. Zijn ontwerp voor het offer van Abraham werd verkozen boven dat van Brunelleschi. Vanaf 1425 werkte hij aan de bronzen deuren voor de oostelijke ingang van het baptisterium. 
Ook voor andere kerken in Florence en daarbuiten leverde hij werk. Voor de Orsanmichele maakte hij drie bronzen standbeelden, en voor het baptisterium van de dom in Siena twee marmeren reliëfs. In de Duomo in Florence bevindt zich een bronzen reliekschrijn van St. Zenobius.

## Leermeester
Lorenzo Ghiberti was, naast Nanni di Banco, waarschijnlijk de leermeester van Donatello.